# Ранелаг (станция метро)
Ранелаг (фр. Ranelagh) — станция линии 9 Парижского метрополитена, расположенная в XVI округе Парижа. Своё название получила по рю Ранелаг, также рядом со станцией располагается Авеню Моцарт.

## История
- Открыта 8 ноября 1922 года в составе первого пускового участка линии 9 Трокадеро — Экзельман.
- Пассажиропоток станции по входу в 2011 году, по данным RATP, составил 2 315 446 человек[2]. В 2013 году этот показатель вырос до 2 390 818 пассажиров (225 место по пассажиропотоку в Парижском метро)[3]

## Достопримечательности
- Лицей Мольер